# Gas- und Dampfkraftwerk Leopoldau

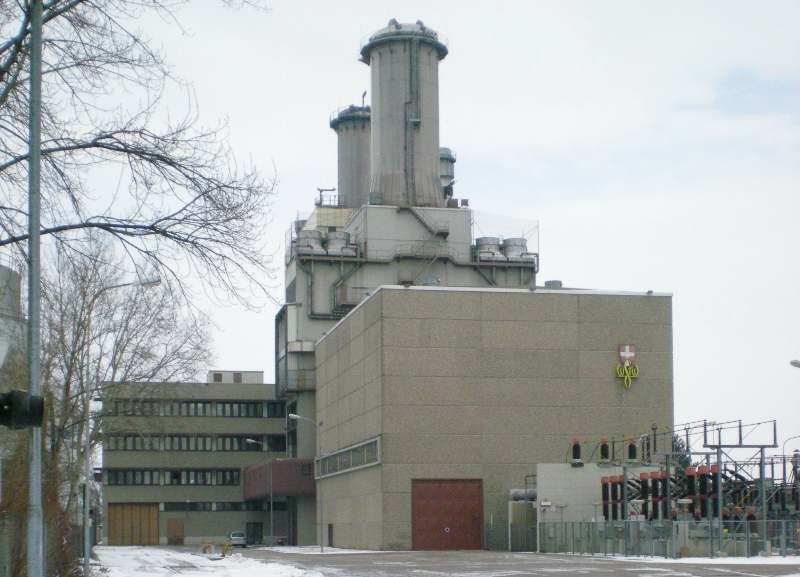
Gas- und Dampfkraftwerk Leopoldau

Das Gas- und Dampfkraftwerk Leopoldau in der Petritschgasse im 21. Wiener Gemeindebezirk Floridsdorf war ein Gas-und-Dampf-Kombikraftwerk. Derzeit sind nur mehr Warmwasserkessel für die Fernwärmeversorgung in Betrieb. Betreiber und Eigentümer des Kraftwerks ist Wien Energie.

## Geschichte
Das Gas- und Dampfkraftwerk Leopoldau wurde zwischen 1973 (feierliche Grundsteinlegung am 18. Juni) und der am 17. Februar 1975 erfolgten Eröffnung als rasch einsetzbares Gasturbinenkraftwerk zur Abdeckung von Spitzenbedarf errichtet.

Die Umbauarbeiten zu einem Gas- und Dampfkraftwerk wurden zwischen 1987 und 1988 durchgeführt. Zusätzlich wurden auch Entstickungsanlagen eingebaut. Der Gesamtkostenaufwand lag bei 837 Millionen Schilling, davon wurden ungefähr 200 Millionen Schilling für den Umweltschutz verbraucht.

## Standort
Das Gas- und Dampfkraftwerk Leopoldau wurde auf dem Areal des stillgelegten Gaswerks Leopoldau errichtet, um die dort vorhandenen Erdgasleitungen für die Brennstoffversorgung nutzen zu können. Ursprünglich allerdings war Kagran als Standort vorgesehen.

## Technik
Zum Zeitpunkt der Errichtung wurde das Kraftwerk, welches auch vom Dampfkraftwerk Donaustadt aus gesteuert werden kann, mit einer der drei weltweit größten Gasturbinen ausgestattet. Die Leistung betrug 120 Megawatt.
Durch den Umbau zu einem Gas- und Dampfkraftwerk lieferte das Kraftwerk Leopoldau bis etwa 2012 140 Megawatt elektrischer Energie sowie 170 Megawatt Wärmeleistung bei einer Jahreswärmeproduktion von rund 763 Gigawattstunden.
Die nun installierten Dreizugkessel im Fernheizwerk Leopoldau verfügen über eine installierte Leistung von 60 Megawatt.
Auf dem Kraftwerksareal wurde zudem eine Power-to-Heat-Anlage mit einer Leistung von 20 MW errichtet, die im Oktober 2017 in Betrieb genommen wurde. Damit soll bei etwaigem Stromüberschuss aus erneuerbaren Energien Strom zu Wärme gewandelt und ins Fernwärmenetz eingespeist werden. Auf diese Weise können Stromüberschüsse per Sektorenkopplung zur Dekarbonisierung der Wärmeversorgung genutzt werden.